# Spinon
Ein Spinon ist ein Quasiteilchen, welches in einem Festkörper bei der Spin-Ladungs-Trennung bei Temperaturen nahe dem absoluten Nullpunkt entstehen kann. Dabei wird das Elektron in ein Spinon sowie ein Orbiton und ein Holon aufgespalten. Die Teilchen lassen sich als Träger der Eigenschaften des vorherigen Elektrons verstehen, dabei repräsentiert das Spinon die Spinquantenzahl des Elektrons, das Orbiton das Orbital und das Holon die Ladung des Elementarteilchens. Da sich Elektronen durch ihre Ladung abstoßen, müssen sie ihre Eigenschaften verändern, um sich in einer dicht „gefüllten“ Umgebung aneinander vorbei bewegen zu können.

## Entdeckung
Die Quasiteilchen Spinon und Holon wurden 2009 an der University of Cambridge und der University of Birmingham erstmals experimentell nachgewiesen. Dabei wurde entdeckt, dass Elektronen durch Quantentunnelung von einer Metalloberfläche zu einem eng lokalisierten Quantendraht „abspringen“ können. Dabei teilt es sich in zwei Quasipartikel auf, das Spinon und das Holon.